# Tobias Regner
Tobias Regner (né le 5 août 1982 à Teisendorf, Allemagne) est un chanteur allemand. Il a gagné la troisième saison de Deutschland sucht den SuperStar (DSDS).

## Singles
- 2006 : I Still Burn (D : 1 ; AT : 1 ; CH : 1)
- 2006 : She’s So (D : 38 ; AT : 65 ; CH : 91)
- 2006 : Cool Without You (D : 46)

## Albums
- 2006 : Straight (D : 1 ; AT : 5 ; CH: 14)